# Musaranya de l'Índia
La musaranya de l'Índia (Suncus stoliczkanus) és una espècie de mamífer de la família de les musaranyes (Soricidae). Viu a Bangladesh, l'Índia, Nepal i Pakistan.